# Lörrach
Lörrach é uma cidade do sudoeste da Alemanha, perto da fronteira com a França e da com a Suíça. É a capital do distrito de Lörrach, na região administrativa de Freiburg, estado de Baden-Württemberg.
Após a época napoleônica, a cidade foi incluída no Grão-Ducado de Baden. Em 21 de setembro de 1848, Gustav Struve fez uma tentativa de iniciar um levante revolucionário em Lörrach, como parte do Revoluções de 1848-1849. Ele falhou, e Struve foi pego e preso. Ainda assim, Lörrach foi oficialmente a capital da Alemanha por um dia.
Lörrach é a cidade natal de Ottmar Hitzfeld, um dos treinadores de futebol mais bem sucedidos e mais populares na Alemanha.